# 성주중앙초등학교
성주중앙초등학교는 대한민국 경상북도 성주군에 있는 공립 초등학교이다.

## 학교 연혁
- 1937. 07. 15 경산공립심상소학교 부설 성산간이학교 개교
- 1944. 04. 01 성남공립국민학교 개교
- 1962. 03. 02 성주중앙국민학교로 교명 개칭
- 1995. 03. 01 성주중앙초등학교 병설 유치원 1학급 개설
- 1996. 03. 01 성주중앙초등학교로 교명 개칭
- 2008. 03. 01 경상북도교육청 지정 수학과 시범학교 운영
- 2013. 09. 01 제27대 김성인 교장 부임
- 2015. 02. 10 제66회 졸업(33명) 총 9,520명
- 2015. 03. 01 13학급 편성(235명)

## 참고 자료
- 성주중앙초등학교 - 한국교육학술정보원 학교알리미